# Wilfred Shakespeare Tope
Wilfred Shakespeare Tope, britanski general, * 1892, † 1962.